# Магнолія оголена
Маґнолія оголена (Magnolia denudata) — вид квіткових рослин, що входить до роду маґнолія родини маґнолієві. Англійською мовою також називають Naked Magnolia, або Lily Tree. За красою цвітіння серед маґнолій займає одне з перших місць.

## Історія культури і назви

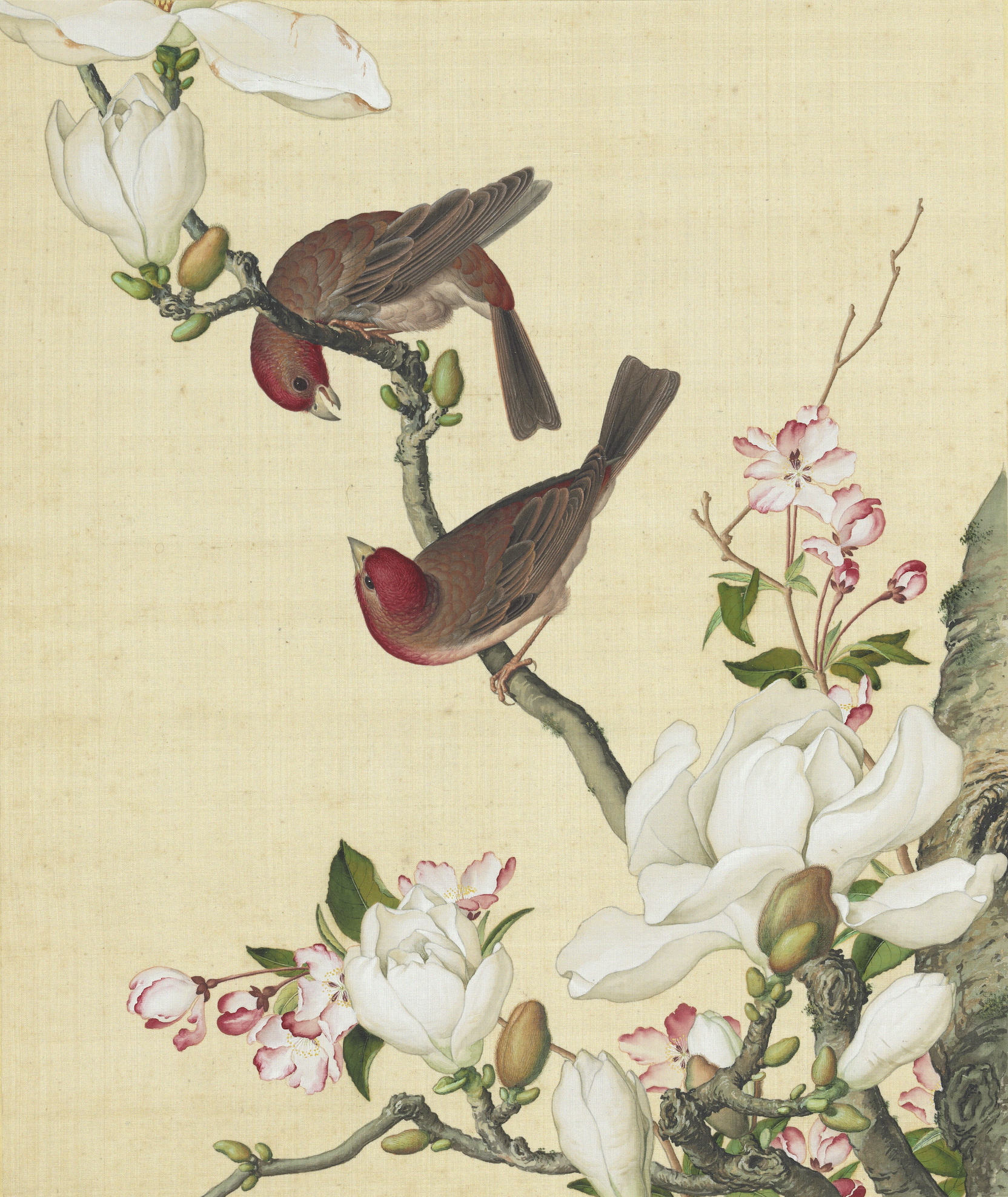
Ілюстрація з альбому. Китай

Вид давно культивується в Китаї. Зображення квіток можна знайти на китайських порцелянових виробах та давніх картинах. Рослину висаджували в імператорських садах, парках, біля храмів. У Японії маґнолія оголена відома вже у II—X століттях.
Ботанічна назва Magnolia denudata була не першою назвою рослини. У 1779 році французький ботанік Бікоз (фр. Pierre Joseph Buc'hoz) назвав квітку Lassonia heptapeta Buc'hoz. У 1791 Деруссо (фр. Joseph-Auguste Desrousseaux), вивчивши квітку та опушення, дав назву Magnolia denudata Desr. У 1806 Солсбері (англ. Richard Anthony Salisbury) описав цю маґнолію під назвою Magnolia conspicua Salisbury. У 1809 році Дефонтен (фр. René Louiche Desfontaines) описав її під китайською назвою Magnolia Yulan Desfont. Далі у 1934 році Д. Е. Денді запропонував називати маґнолію оголену по першій назві — Magnolia heptapeta (Buc'hoz) Dandy, незважаючи на те, що у квітки рослини не сім, а дев'ять пелюсток. Зараз прийнята номенклатурна назва М.denudata Desr.

## Поширення і екологія
У природі ареал виду охоплює південні і центральні райони Китаю. З давніх-давен культивується в садах Китаю і Японії. Культивується в Грузії (Тбілісі) і Росії на Чорноморському узбережжі Кавказу, Узбекистані та в Україні; відома в Литві.
Росте в вологих гірських лісах.
|                                                      |
|                                                      |
|                                                      |
| Зверху вниз: Квіти. Внутрішня частина квітки. Листя. |

## Ботанічний опис
Листопадне дерево висотою до 9 м (у Китаї окремі дерева виростають до 15 м), або іноді кущ, з низько опущеною шатровидною кроною і стовбуром, розгалуженим майже від самої основи, покритим світло-сірої гладкою корою. Гілки темно-сірі, пагони спершу опушені, потім голі, сірувато-коричневі до осені темно-каштанові, лискучі, з численними білими цятками.
Листя оберненояйцеподібне, довжиною 15—17 см, шириною 10—12 см, різко коротко загострене на вершині і поступово звужене до основи, на початку густо опушене з обох сторін, потім зверху голе, знизу світло-зелене, по жилках рідко опушене. Черешки довжиною 2,5—3 см, тонкі, опушені.
Квіткові бруньки притиснуто шовковисто опушені, подовженояйцеподібні, довжиною близько 3—4 см, діаметром 1—1,5 см. Квітки на початку розвитку келихоподібні потім чашоподібні, висотою 8—9 см та діаметром 12—15 см, молочно-білі, ароматні; оцвітина з 9 оберненояйцеподібних дольок, довжиною 8—10 см, шириною 6—6,5 см; тичинки біля основи пурпурові, пиляки кремові, гінецей — зеленуватий.
Плід — циліндрично-спіральна, коричнева збірна листянка довжиною 8—12 см. У плоді 2—4, іноді до 7 насінин.
Цвітіння проходить до появи листя; в березні — квітні за температури понад 10 °С, на Чорноморському узбережжі Кавказу в лютому — березні. Цвітіння триває 10—18 днів. Активний ріст закінчується рано, вже у середині червня — початку липня закладаються квіткові бруньки, завдовжки 3—4 см і шириною 1,2—1,5 см, вони вкриті густоопушеними сріблястими ворсинками. У жовтні листки жовтіють і в листопаді опадають. Дозрівання плодів у листопаді.

## Класифікація

### Таксономія
Вид маґнолія оголена входить в роду маґнолія підродини маґнолієві (Magnolioideae L.) родини маґнолієві (Magnoliaceae, (Juss., 1789)) порядку Магнолієцвіті (Magnoliales).
|  |                                     |  |                                                        |                                                        |                   |  | ще 5 родин (згідно Системи APG II) | ще 5 родин (згідно Системи APG II)                |                                                   |  |  |  | рід Мангліетія | рід Мангліетія       |  |  |
|  |                                     |  |                                                        |                                                        |                   |  | ще 5 родин (згідно Системи APG II) | ще 5 родин (згідно Системи APG II)                |                                                   |  |  |  | рід Мангліетія | рід Мангліетія       |  |  |
|  |                                     |  |                                                        | порядок Магнолієцвіті                                  |                   |  |                                    |                                                   | підродина маґнолієві                              |  |  |  |                | вид маґнолія оголена |  |  |
|  |                                     |  |                                                        | порядок Магнолієцвіті                                  |                   |  |                                    |                                                   | підродина маґнолієві                              |  |  |  |                | вид маґнолія оголена |  |  |
|  | відділ Квіткові, або Покритонасінні |  |                                                        |                                                        | родина маґнолієві |  |                                    |                                                   | рід маґнолія                                      |  |  |  |                |                      |  |  |
|  | відділ Квіткові, або Покритонасінні |  |                                                        |                                                        |                   |  |                                    |                                                   |                                                   |  |  |  |                |                      |  |  |
|  |                                     |  | ще 44 порядки квіткових рослин (згідно Системи APG II) | ще 44 порядки квіткових рослин (згідно Системи APG II) |                   |  |                                    | підродина Liriodendroidae (згідно Системи APG II) | підродина Liriodendroidae (згідно Системи APG II) |  |  |  | 239 видів      |                      |  |  |
|  |                                     |  |                                                        | ще 44 порядки квіткових рослин (згідно Системи APG II) |                   |  |                                    |                                                   | підродина Liriodendroidae (згідно Системи APG II) |  |  |  |                |                      |  |  |

### Декоративні форми
| Зображення | Назва                           | Опис |
| ---------- | ------------------------------- | --- |
|            | Magnolia denudata «Julan Major» | Квітки молочно-білі, на початку розвитку келихоподібні, а потім чашоподібні, заввишки 10-12 см та 15-18 см у діаметрі. Пелюсток 9. |
|            | Magnolia denudata «Fomini»      | Листки оберненояйцеподібні, довжиною 14-18 см, шириною 8-12 см, звужені біля основи, широкі біля верхівки, потім раптово звужені й загострені. Квітки келихо-, до грушоподібних, заввишки 12-15 см, білі, з приємним запахом. При основі вузькі, 1,4-1,6 см у діаметрі, 2,5 см довжиною, потім стають ширшими і їхній діаметр сягає 8-9 см. Плоди довжиною — 3,8-12 см, діаметром — 3 см, кількість насінин у плоді — від 3 до 48 шт. Сорт отримано у Ботанічному саду ім. О. В. Фоміна. |